# Croce di Desiderio
(Angelica Baitelli, Annali di Santa Giulia, 1657, p. 14.)
La Croce di Desiderio è una croce astile in legno rivestito da lamina metallica ingemmata (158×100×7 cm), databile all'inizio del IX secolo, attualmente conservato al museo di Santa Giulia a Brescia, nell'aula superiore della chiesa di Santa Maria in Solario. Formata da 212 pietre, cammei e vetri colorati, è il più grande manufatto di oreficeria longobarda esistente e tra i più pregiati e conosciuti, collocabile tuttavia, per l'aspetto generale e la fattura di alcune gemme, nella fase di transizione con la cultura artistica carolingia. È inoltre l'oggetto altomedioevale recante il maggior numero di pietre di età classica reimpiegate nel suo apparato decorativo, circa 50. Per il suo altissimo pregio e la grande importanza storica che riveste, la Croce di Desiderio è da sempre iconica delle collezioni del museo di Santa Giulia e il simbolo della Brescia longobarda, tanto quanto la Vittoria alata lo è della Brescia romana.
Le gemme che ornano i due fronti della croce spaziano dal I secolo a.C. al XVII secolo circa, un arco di quasi duemila anni, in cui al gruppo di cammei classici seguono una ventina di pietre contemporanee all'assemblaggio della croce, un'ottantina di vetri colorati di varie epoche e probabilmente sostitutivi di pezzi più antichi, e un'altra serie di aggiunte moderne, tra cui i due frammenti di miniature attribuite a Giovanni Pietro Birago. All'incrocio dei bracci, invece, si trovano un Cristo Pantocratore sul lato anteriore, lavorato a sbalzo e coevo alla croce, e un Cristo crocifisso sul retro, una fusione in metallo risalente al XVI secolo. L'inserto più noto, tuttavia, è il medaglione con Tre ritratti incastonato sul fronte e risalente al III secolo, che anticamente si credeva raffigurasse Galla Placidia con i figli Valentiniano III e Giusta Grata Onoria, ma questa ipotesi è tuttavia da scartare data anche la realizzazione in epoca precedente alla vita storica di detti personaggi.

## Storia
Tradizionalmente, l'origine della croce viene fatta risalire all'VIII secolo, in coincidenza con la fondazione del monastero di Santa Giulia da parte della regina Ansa, moglie di re Desiderio. In tal senso, quindi, la croce avrebbe fatto parte di un tesoro liturgico di una certa importanza, donato dai regnanti al neonato monastero per garantire ad esso la dotazione base di oggetti e strumenti con cui officiare le funzioni. Considerazioni stilistiche, esposte più avanti, portano tuttavia a datare l'esecuzione della croce all'inizio del IX secolo, dunque già in età carolingia, il che fa cadere la suggestiva ipotesi del dono dei due re longobardi. La differenza temporale è comunque di pochi decenni e, pertanto, si può affermare che la croce faccia comunque parte del tesoro del monastero fin dalla primissima fase della sua esistenza. Allo stesso modo, non perde significato la ragione intrinseca della magnificenza che caratterizza il manufatto, ossia enfatizzare le dinastie regnanti e sottolineare la continuità, sotto ogni aspetto, tra il potere imperiale romano e la Chiesa cristiana.
Nei secoli successivi, il ricchissimo apparato di gemme e cammei viene più volte rivisto, operando soprattutto sostituzioni di pezzi rovinati, giudicati non idonei oppure venduti singolarmente in caso di ristrettezza economica. Probabilmente nel XV secolo vengono aggiunti o, più verosimilmente, sostituiti i quattro inserti rettangolari attorno al Cristo Pantocratore, con l'iconografia degli Evangelisti, ricorrendo a miniature su carta: solamente due Evangelisti, però, vengono mantenuti, mentre i riquadri superiore e sinistro vengono occupati da due miniature con una Madonna e un Cristo rispettivamente, forse in mancanza di meglio. Anche nel XVI secolo si registrano almeno due interventi: il primo, il più marcato, è la sostituzione del tondo centrale sul retro della croce, il cui ignoto sbalzo originale viene sostituito con una fusione raffigurante un Cristo crocifisso su uno sfondo ornato. Altre sostituzioni, difficilmente databili, sono da distribuire lungo tutta la storia del manufatto. Questa costante manutenzione è inoltre testimonianza di un utilizzo praticamente ininterrotto del manufatto nel corso dei secoli.

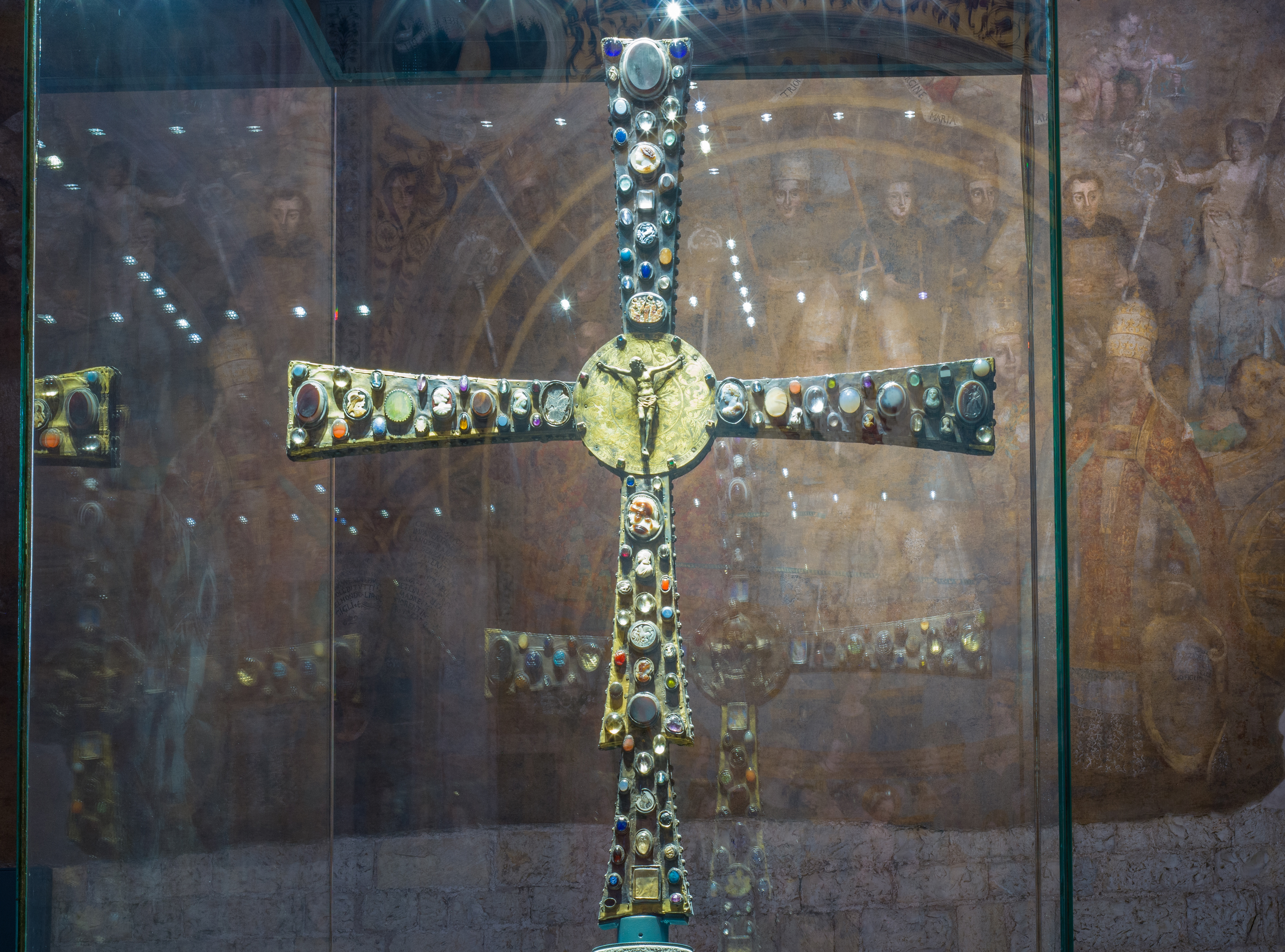
Il retro della croce

La prima, e di fatto unica, testimonianza storica dell'esistenza della croce nel monastero bresciano, così come del profondo valore simbolico ad essa attribuito, è contenuta negli Annali di Santa Giulia, redatti dalla badessa Angelica Baitelli nel 1657 e costituenti una importantissima raccolta di trascrizioni di documenti antichi ed elenchi di beni appartenenti al monastero stesso. In coda al Catalogo delle Santissime Reliquie, che nelle Chiese del Serenissimo Monastero di Santa Giulia in Brescia riposano con cui si aprono gli Annali, in un breve elenco di croci e reliquiari custoditi nel cenobio, scrive la Baitelli:
(Angelica Baitelli, Annali di Santa Giulia, 1657, p. 14.)
Nel 1798 il monastero viene soppresso e convertito in caserma militare per le truppe napoleoniche. Entro pochi anni, le monache abbandonano definitivamente l'ex complesso religioso, il vasto archivio va disperso e in parte perduto, mentre tutti i beni custoditi al suo interno subiscono sorti differenti, dalla vendita alla ricollocazione, alla distruzione. Su interesse della municipalità, tuttavia, i più antichi e importanti manufatti vengono incamerati dalla Biblioteca Queriniana: tra di essi vi è la Croce di Desiderio, la Lipsanoteca e alcuni codici miniati. Poco prima del passaggio di proprietà, le monache fanno in tempo a mettere mano al manufatto per estrarre alcune gemme, ufficialmente perché "pagane", ma molto probabilmente per racimolare denaro nel burrascoso periodo immediatamente prima della soppressione, o in vista di essa. Nel 1812, infatti, quando la croce era già di proprietà della Queriniana, viene incaricato un orafo di ricollocare sull'oggetto ben diciassette gemme, dal cui elenco non risulta nulla con uno specifico contenuto pagano, tranne forse il cammeo con Pegaso accudito dalle ninfe, la cui interpretazione cristiana era comunque nota e assodata. Nell'elenco figurano inoltre molti "cristalli" non lavorati, che certo nulla potevano avere di pagano. Inoltre, evidentemente, queste diciassette gemme dovevano essere ancora conservate assieme alla croce e con essa erano pervenute alla biblioteca, prova che non si era ancora fatto in tempo a eliminarle o venderle.
Con la musealizzazione del monastero nel 1998, a seguito dei restauri e delle profonde campagne archeologiche iniziate negli anni 1950, la Croce di Desiderio trova collocazione definitiva nell'aula superiore della chiesa di Santa Maria in Solario, dove probabilmente è stata conservata per tutta la sua storia assieme al resto del tesoro del monastero. Si tratta dell'unica opera esposta in questo ambiente, a garanzia della sua massima valorizzazione.

## Descrizione
I bracci della croce sono di forma trapezoidale, con i lati leggermente inflessi. Il braccio inferiore, inoltre, è raddoppiato, ossia all'estremità del primo trapezio se ne innesta un secondo, portando il manufatto ad assumere lo schema della croce latina. L'incrocio dei bracci è risolto con un tondo, il quale reca un Cristo Pantocratore a sbalzo sul lato anteriore della croce, risalente al IX-X secolo, e un Cristo crocifisso sul retro, databile al XVI secolo. La struttura della croce è in legno rivestito da lamina metallica, costituita probabilmente da una lega di piombo e stagno, fissata al supporto con piccoli chiodi. Caratteristica inusuale è il trattamento liscio della lamina, privo di filigrane o incisioni e in tal senso poco appariscente, scelta operata forse per dare il massimo risalto alle gemme incastonate. Le giunture dei fogli di lamina sui fianchi sono ricoperte da un'ulteriore fascia metallica, fissata con grossi chiodi ornamentali.

### Il sistema decorativo
Le gemme sono inserite in castoni di diverse tipologie: la più antica, pertinente alla castonatura originale e comunque diffusa nell'Alto Medioevo, prevede una lamina liscia ribattuta attorno alla pietra. Un'altra, posteriore, è costituita ancora da una lamina liscia ma con un giro di piccole perle metalliche alla base, mentre una terza, usata soprattutto per le castonature moderne, ha la parte ribattuta della lamina decorata con tratti a incisione. La disposizione "a tappeto" delle pietre, apparentemente casuale, è in realtà organizzata e segue uno schema abbastanza regolare con tre file su ciascun braccio. Le pietre sono ulteriormente distribuite in base alla dimensione: quelle più grandi sono sempre collocate sulla linea centrale dei bracci e alle loro estremità, mentre le più piccole seguono le linee esterne. Inoltre, i cammei di maggior pregio e significato sono posizionati in posizione privilegiata, ai lati del tondo centrale oppure alle estremità dei bracci, o al centro degli stessi. Nonostante le numerose sostituzioni delle gemme avvenute nel corso dei secoli, l'organizzazione originale è sempre stata rispettata e nulla appare "fuori posto", contribuendo a mantenere l'aspetto complessivo della croce sostanzialmente immutato.
La sontuosità dell'apparato decorativo della Croce di Desiderio documenta una sapienza compositiva e un substrato culturale che solo una raffinata bottega orafa poteva detenere, in grado di valorizzare al meglio un apparato di gemme e cammei d'eccezione e assolutamente fuori dal comune. Di fatto, non esiste oggetto altomedioevale ornato da un numero così cospicuo di gemme di reimpiego. In termini di paragone, la legatura dell'Evangeliario di Teodolinda presenta in tutto otto pietre di produzione classica, tra l'altro quasi tutte rilavorate, la Borsa di Santo Stefano dalle Insegne imperiali e la Croce di Lotario di Aquisgrana circa dieci ciascuna: la Croce di Desiderio, invece, ne possiede circa cinquanta, di cui in particolare numerosi cammei. Le prevalenti tonalità entro cui si muovono i colori delle pietre e delle gemme sono il blu e il verde, caratteristica comune alle croci gemmate raffigurate nei mosaici del VI-VIII secolo. Segue un elenco delle pietre di maggior pregio artistico e storico, con schema identificativo della rispettiva collocazione.

#### Fronte

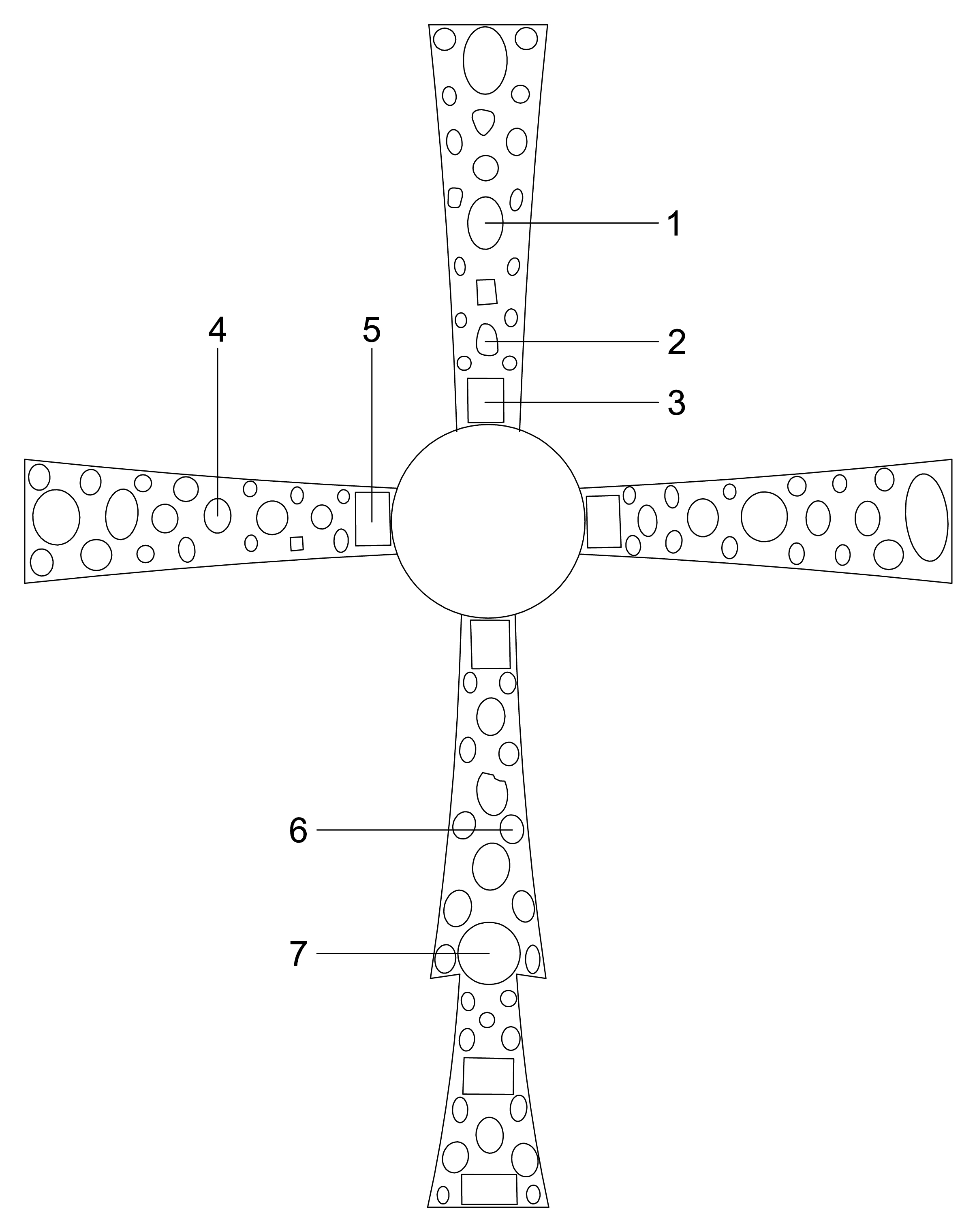
Fronte (lato Cristo Pantocratore)

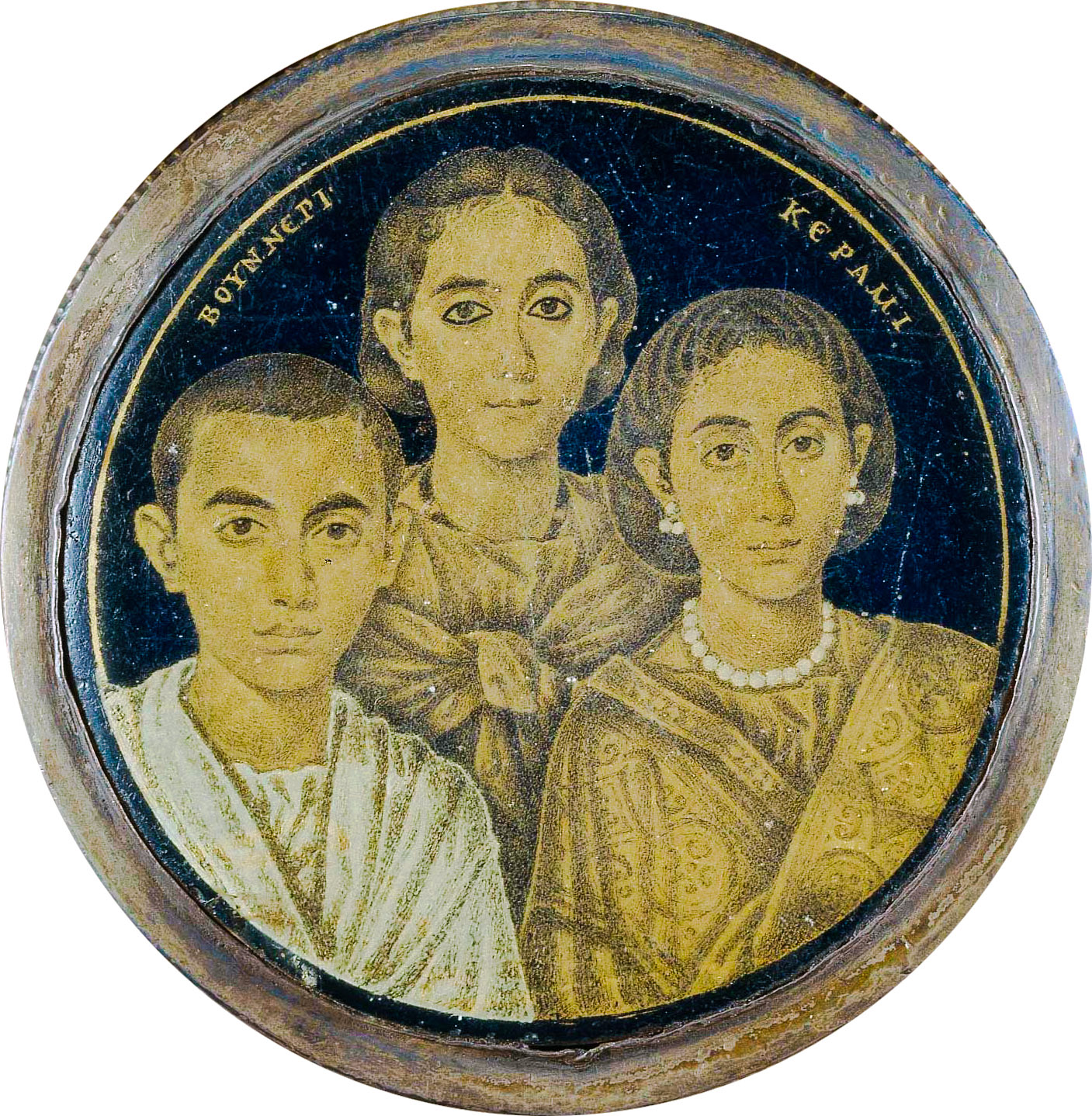
Medaglione in vetro dorato del III secolo, di origine alessandrina, ma tradizionalmente creduto raffigurante Valentiniano III, la madre Galla Placidia e la sorella Giusta Grata Onoria

1) Alsengemme inserita in onice, X secolo.
Si tratta della migliore tra le due Anselgemmen presenti sulla croce, una rara produzione nordeuropea costituita da una pasta vitrea a due strati successivamente incisa per far emergere il colore sottostante, similmente alla tecnica del graffito. Data la rarità di queste pietre lavorate, note solamente in un centinaio di esemplari in tutta Europa, è singolare il fatto che a Brescia se ne conservino ben sei esemplari, ossia due sulla Croce di Desiderio e quattro sulla Croce del Campo.
2) Cammeo in sardonica con Busto di Minerva con egida ed elmo corinzio, metà del III secolo.
Il cammeo è rappresentativo di altri simili presenti sulla croce, in cui ricorre una tipologia di ritratto femminile evidentemente riprodotta in serie e di grande popolarità nella seconda metà del III secolo in Pannonia. Questi cammei, in particolare, erano frequenti in oggetti d'ornamento e collane e, probabilmente, quelli presenti sulla croce sono stati saccheggiati da tombe e necropoli e infine pervenuti al tesoro del monastero per donazione.
3) Madonna, miniatura su carta, Giovanni Pietro Birago, seconda metà del XV secolo.
Questa Madonna e l'analoga miniatura del Cristo a sinistra del tondo centrale (particolare 5) vengono notati per la prima volta da Gaetano Panazza nel 1958, che le ritiene un'aggiunta della seconda metà del XV secolo e le paragona alle miniature di alcuni libri corali del Duomo vecchio, ad esse coevi. Nel 2001 il riferimento viene ripreso da Paola Bonfadini che pone in analogia critica le due miniature con l'operato di Giovanni Pietro Birago, miniatore vissuto tra il 1450 e il 1510 circa e attivo a Brescia proprio sui libri corali del Duomo. In particolare, vengono rilevate la sapienza volumetrica e compositiva delle due piccole immagini e l'attenzione diretta al personaggio e alla sua emotività, senza ulteriori dettagli, più altri elementi quali la tipologia del tratto, il realismo dei lineamenti e i toni cromatici, il tutto riconducibile alla mano del Birago. La Madonna, in particolare, è di fatto sovrapponibile all'analogo soggetto miniato sulla pagina di un graduale firmato e datato 1471, così come ad altre analoghe figure femminili. Anche per il Cristo emergono termini di confronto, sempre da ricercare nei libri miniati del Duomo vecchio ma anche in miniature precedenti. Riesce quindi sicura l'attribuzione a Giovanni Pietro Birago di queste due miniature sulla Croce di Desiderio, con datazione alla prima fase artistica del miniatore, dunque agli anni 1460-1470 circa.
4) Pasta vitrea colata a stampo con Ritratto maschile di profilo in rilievo, fine VIII - inizio IX secolo.
La gemma fa parte del secondo gruppo di pseudocammei di età medioevale, caratterizzati da un'unica colata monocromatica entro un piccolo stampo e presenti sulla croce in diciotto esemplari (il primo gruppo presenta due colate di due diverse cromie, vedi particolare 11). Il Ritratto maschile in questione è il più diffuso, ripetuto dieci volte in diversi colori, soprattutto verde e blu. Seguono un animale marino di fantasia in quattro esemplari, un uccello di profilo in tre esemplari (particolare 6) e un esemplare di leone retrospiciente. Pur essendo contemporanei alla lavorazione della croce, è improbabile che siano stati realizzati appositamente, in quanto manca totalmente il tema sacro, a cui al contrario si sarebbe ragionevolmente ricorso. Si nota inoltre che sono concentrati quasi tutti sul fronte, dando in tal modo un messaggio di prestigio probabilmente collegato al donatore della croce stessa e di queste gemme.
5 Cristo, miniatura su carta, Giovanni Pietro Birago, seconda metà del XV secolo.
Vedi particolare 3.
6 Pasta vitrea colata a stampo con Uccello di profilo con ali sollevate, fine VIII - inizio IX secolo.
Vedi particolare 4.
7 Medaglione in vetro dorato con Tre ritratti, III secolo.
Il medaglione è una pregiata produzione della ritrattistica romana. L'esecuzione è molto raffinata e rappresenta il ritratto di due giovani, maschi e femmina, e di una donna più adulta, probabilmente la madre. Tradizionalmente, i personaggi si identificavano nella regina Ansa con i figli Adelchi e Anselperga, tuttavia l'esecuzione è di molto precedente al periodo in cui vissero, l'VIII secolo, e infatti si tratta di un medaglione romano e non longobardo. L'ipotesi trovava inoltre fondamento se correlata con la possibile donazione della croce da parte della stessa Ansa, la quale aveva fatto apporre sul manufatto il ritratto suo e dei figli, evento suggestivo ma molto probabilmente falso, come si è già detto. Nel medaglione si è quindi voluto vedere un ritratto di Galla Placidia con i figli Valentiniano III e Giusta Grata Onoria, ma anche questa interpretazione deve essere assunta a tradizione non dimostrata. Lungo il margine superiore del suggestivo medaglione vi è l'iscrizione in greco «BOYNNEPI KEPAMI», variamente interpretata dagli studiosi sia come firma dell'autore, sia come nome del pater familias nel nucleo famigliare ritratto. La seconda ipotesi appare comunque più probabile. Indipendentemente dall'identità dei personaggi ritratti, il medaglione affascina per il realismo e la modernità dei loro volti, la profondità degli sguardi e la resa delle vesti, facendo di quest'opera una delle più singolari tra tutte quelle incastonate sulla Croce di Desiderio e certo la più nota.

#### Retro

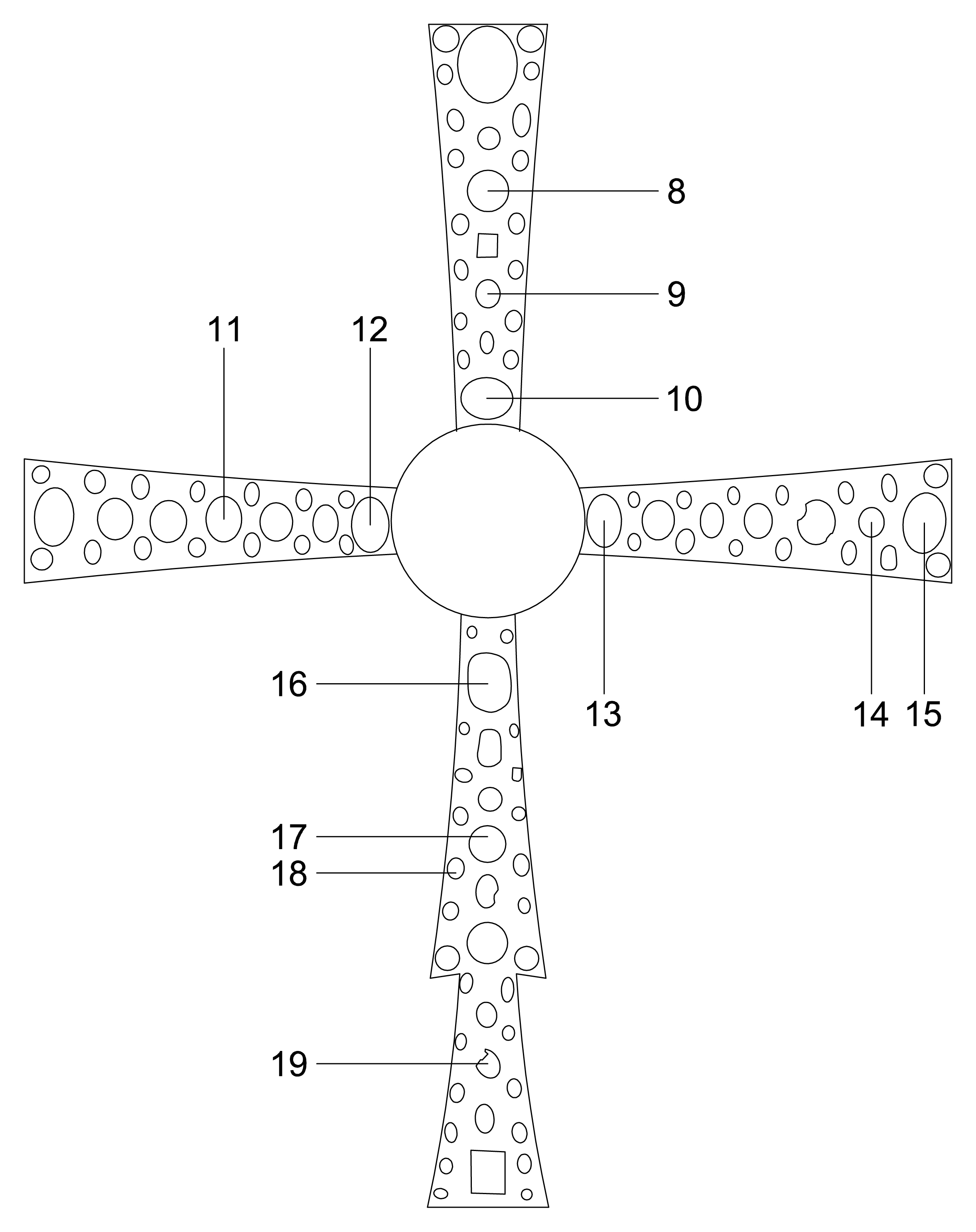
Retro (lato Cristo crocifisso)

8 Cammeo in sardonica con Testa laureata di Nike o Ritratto di principessa tolemaica (?), I secolo a.C.
È uno dei cammei più antichi incastonati sulla croce e risale alla tradizione artistica e iconografica ellenistica o tardo ellenistica. Disposto su tre strati cromatici, raffigura una testa di Nike coronata d'alloro, anche se i tratti precisi del volto potrebbero rimandare a una principessa tolemaica. Almeno gli occhi, tuttavia sono stati rilavorati per accentuarne l'incisione ed evidenziarne il disegno.
9 Cammeo in sardonica con Ercole e Onfale, V-VI secolo.
Il grande cammeo raffigura la lotta tra Ercole, incoronato da una Vittoria, e Onfale. La composizione si presenta caotica e disarticolata e si può riferire a una interpretazione delle iconografie classiche presenti sui piatti di ceramica africana del V-VI secolo, a cui si attingeva liberamente decontestualizzando i singoli elementi per riportarli in nuove composizioni poco unitarie. La produzione glittica di questo periodo è rara e quest'opera ne costituisce un esempio molto rappresentativo, dove la mitologia classica viene ripresa mettendone in evidenza aspetti emblematici come, in questo caso, la vittoria del guerriero sul male impersonato dalla figura femminile.
10 Cammeo in sardonica con Le nove Muse, seconda metà del IV secolo.
Il cammeo presenta riproduce le Muse secondo uno schema del primo Ellenismo, con i personaggi disposti su vari livelli e in una composizione mossa e variata. Lo stile è molto secco, con bruschi passaggi di piani, caratteristica tipica della glittica tardoantica, ma la straordinarietà del pezzo sta nella ricchezza di particolari e nell'accurata resa delle figure femminili, ognuna con atteggiamenti e movimenti propri. Il soggetto può essere stato facilmente reinterpretato con il tema delle Virtù, sia in senso cristiano, sia in senso aristocratico.
11 Pseudocammeo in pasta vitrea con Ritratto di profilo di personaggio laureato, fine VIII - inizio IX secolo.
La gemma fa parte del primo gruppo di pseudocammei di età medioevale, caratterizzati da due colate di diversa cromia entro uno stampo (il secondo gruppo presenta un'unica colata monocromatica, vedi particolari 4-5). Si riproduce così fedelmente l'esito artistico del cammeo di età classica, sia nella tecnica, ossia lo sfruttamento di piani di diverso colore, sia nei soggetti raffigurati, in questo caso un busto femminile di profilo. Questa modalità esecutiva è ben più di una pura imitazione, in quanto implica una notevole conoscenza della pasta vitrea e della sua lavorazione, nonché una grande abilità nel predisporre lo stampo. L'ispirazione al mondo romano è palese anche nel ricorso al ritratto coronato d'alloro. Il grande occhio e l'acconciatura, nonché in generale questa tecnica artistica, sono tipiche dell'VIII-IX secolo, a cui deve essere datata la gemma. È probabile che questi pseudocammei, circa dieci sulla Croce di Desiderio, siano comunque precedenti alle gemme in pasta vitrea del secondo gruppo, a colatura monocromatica.
12 Frammento di cammeo in sardonica con Aquila, I secolo.
Il frammento faceva certamente parte di una composizione molto diffusa in età romana, nota come Staatskamee, raffigurante Giove impersonato in un imperatore, con un'aquila ad ali aperte ai piedi. Il soggetto, nel Medioevo, era facilmente reinterpretato come Signum Christi. Questo frammento, in particolare, è composto da due pezzi riavvicinati e ha subito più di un restauro, perdendo l'aspetto originale tanto da essere stato più volte giudicato medioevale, ma l'iconografia e la resa del piumaggio ne confermano l'età claudio-neroniana.
13 Cammeo in sardonica con Ritratto di Federico II di Svevia, XIII secolo.
Si tratta di un raffinato lavoro di una bottega glittica medioevale, in cui il re è raffigurato con la caratteristica resa dei profilo e dei capelli. La gemma si trova in posizione privilegiata a lato del tondo centrale, contrapposto al cammeo con l''Aquila (particolare 12): ciò conferma che, ancora nel XIII secolo, era evidente il carattere "imperiale" del retro della croce, con un significato di riflesso a quello sacrale del fronte.
14 Cammeo in onice con Ritratto di principessa, I secolo.
Il ritratto, reso su due differenti strati cromatici, è suggestivo ed enigmatico, soprattutto perché reso frontalmente, al contrario dei molto più diffusi profili. Raffigura una dama velata con diadema, riconoscibile come una principessa di età giulio-claudia con la caratteristica pettinatura a boccoli che ricadono ai lati del collo.
15 Cammeo in onice zonata con Vittoria gradiente con ramo di palma e corona d'alloro, IV secolo.
L'onice zonata ebbe grande popolarità nel mondo barbarico, tanto da essere utilizzata su numerosi manufatti e gioielli anche molto importanti, tra cui fibule regali. Sulla Croce di Desiderio, questa pietra è stata utilizzata per ornare in modo enfatico le estremità dei due bracci orizzontali: due non sono lavorate, mentre due sono incise con una raffigurazione della Vittoria. Quella in questione è la migliore dal punto di vista tecnico e qualitativo, resa con un intaglio molto fine e leggero. L'altra si trova esattamente all'opposto, all'estremità del braccio destro del fronte.
16 Cammeo in sardonica con Ritratto di spalle di principe con elmo, scudo e bandoliera, I secolo a.C. circa.
Collocato in posizione di grande rilievo, questo pregiato cammeo su tre strati è databile alla tarda età ellenistica ma si presenta rilavorato, in particolare nell'occhio. La composizione di spalle, molto efficace, si diffonde proprio in questo periodo per ritratti di regnanti e principi.
17 Cammeo in sardonica con Pegaso accudito dalle Ninfe, IV secolo.
L'episodio è raro nel mito di Bellerofonte e Pegaso, ma ha una notevolissima diffusione tra il III e il IV secolo in ambito figurativo, soprattutto in mosaici, pitture e su recipienti. Questo cammeo su due strati è caratterizzato da una singolare eleganza compositiva, che ricorda la raffinatezza dell'oreficeria del IV secolo. Il soggetto è inoltre significativo nell'ambito della reinterpretazione cristiana, in questo caso colta e filosofica, che legge nel mito di Pegaso la rappresentazione dell'anima che mira a raggiungere il cielo..
18 Corniola con Testa di Medusa di profilo, I secolo a.C.
Si tratta di un rilievo molto antico e suggestivo, dove una elaborata testa di Medusa è intagliata in modo molto raffinato. I vari riccioli scendono sulla nuca con piccole onde, secondo una iconografia di gusto tardo ellenistico di cui sono noti celebri esemplari databili al I secolo. Anche il soggetto della Medusa era facilmente reinterpretato in chiave cristiana come male vinto dalla virtù.
19 Cammeo in onice con Busto di filosofo, XVI-XVII secolo.
Il cammeo riprende alla lettera un celebre ritratto di filosofo fatto eseguire "all'antica" dall'umanista Fulvio Orsini per completare le gemme con i ritratti dei filosofi della Collezione Farnese. È la pietra con la più tarda datazione certa presente sulla Croce di Desiderio.

## Stile

### Le croci gemmate e il reimpiego delle gemme classiche

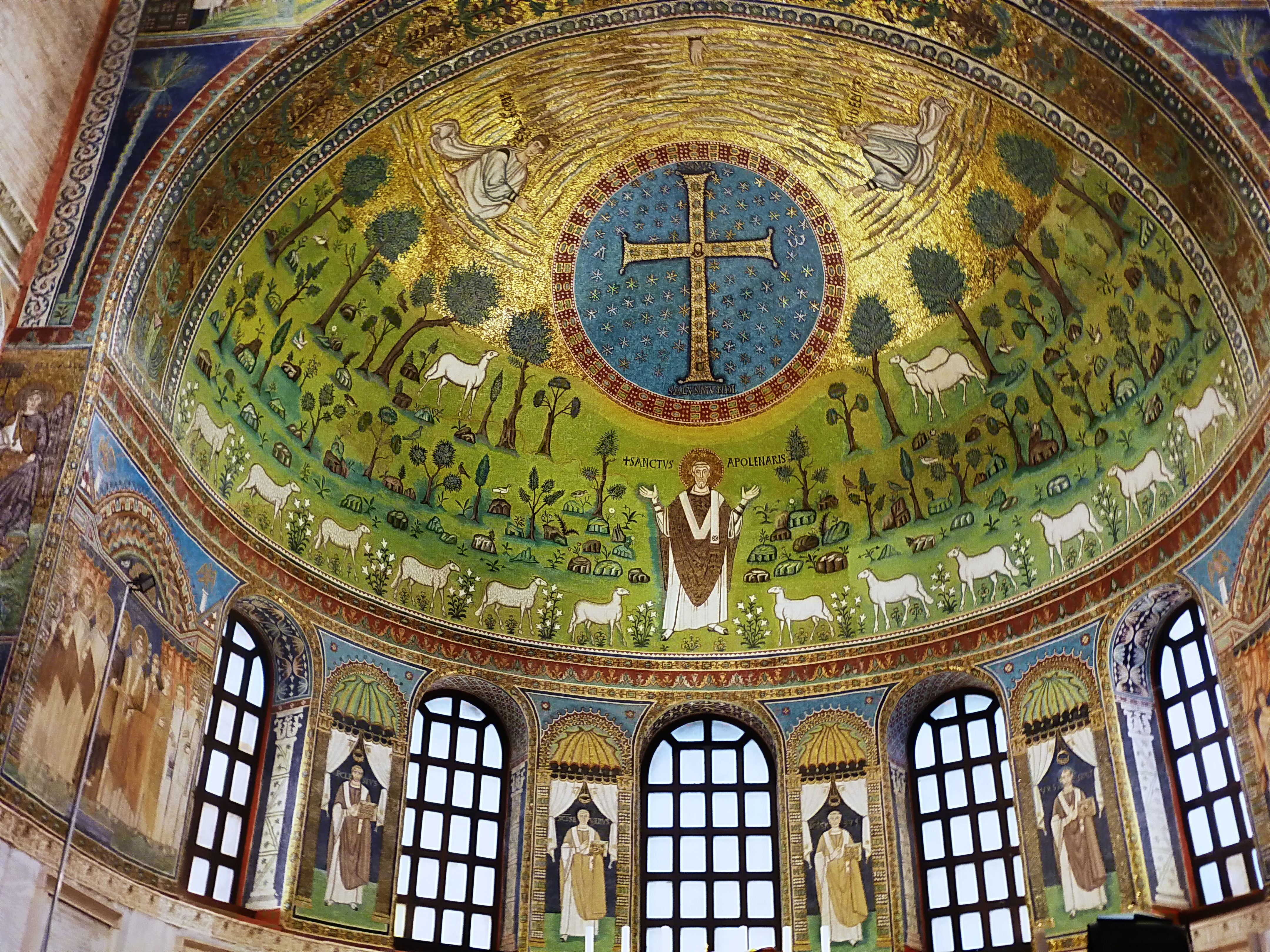
La croce gemmata a mosaico absidale della basilica di Sant'Apollinare in Classe (VI secolo)

L'iconografia della crux gemmata, ossia del simbolo della Passione di Cristo, e del Cristianesimo in generale, ricoperto di gemme per sottolinearne trionfalmente il significato, è molto antica e risale all'età costantiniana. Il significato liturgico, riferito alla regalità di Cristo, è desunto anche dall'Apocalisse, dove si dice espressamente che la sua Città risplende di pietre preziose. È inoltre evidente l'allegoria alla corona come simbolo di potere e maestosità di un regnante, estesa a Cristo re dei popoli e della Chiesa. Dal V secolo in poi si hanno testimonianze figurative di croci gemmate, tra le quali la più rappresentativa è la croce a mosaico sulla calotta absidale della basilica di Sant'Apollinare in Classe, nonché documenti d'archivio che citano croci gemmate fisicamente esistenti, il cui obiettivo era esaltare il significato religioso della Maiestas Domini e la sua traslazione sui regnanti terreni e il loro ruolo.
I tesori ecclesiastici si arricchiscono progressivamente di manufatti di questo tipo, facilmente impiegabili come croci d'altare, croci processionali o decorative dei luoghi sacri, con un picco decisamente notevole nella produzione tra la fine dell'VIII secolo e il X secolo. Le croci gemmate diventano rapidamente il dono per eccellenza di monarchi e personaggi di rilievo a chiese e monasteri e, parallelamente, si sviluppa e approfondisce l'oreficeria policroma, specializzata nella fabbricazione di preziosi manufatti in metallo con inserti di pietre preziose. Questa nuova pratica si diffonde rapidamente a molte altre tipologie di oggetti, sia d'uso liturgico che personale, soprattutto reliquiari e rivestimenti di evangeliari ma anche gioielli, soppiantando la precedente decorazione a smalti multicolori.
In concomitanza con queste nuove correnti si osserva l'introduzione del reimpiego di gemme antiche, comune alle oreficerie longobarde, franche e ottoniane. Il reimpiego di una gemma o di un cammeo di età classica, nella società altomedioevale, porta in sé un significato intrinseco di prestigio e regalità che si vuole trasmettere al manufatto dove si incastona la pietra. Questa attitudine, non a caso, viene mediata dall'arte bizantina, che per prima ha la facoltà e l'onere di ricevere l'eredità dell'Impero romano e di perpetrarla ai successori. I cammei e le pietre lavorate di età classica presentano una preziosità di materiale, e soprattutto di lavorazione, che è iconica del passato da cui provengono: essa cattura l'ammirazione degli orafi del periodo, i quali non esitano a riproporli in opere originali per richiamarne il prestigio e infonderlo nei nuovi oggetti liturgici, i quali a loro volta dovevano essere simbolo di regalità e maestosità in ambiti percepiti come prosecutori dei fasti romani. Naturalmente vi era anche attenzione ai soggetti rappresentati, i quali, essendo tutti pagani, spesso erano sottoposti più o meno volontariamente a reinterpretazione in chiave cristiana, in modo da renderli consoni ad ornare oggetti di venerazione cristiana. Non è un caso, per esempio, che tra i cammei classici impiegati nella Croce di Desiderio vi sia particolare abbondanza di ritratti, più o meno generici, in quanto si tratta della tipologia più facilmente e rapidamente reinterpretabile sotto qualsiasi ottica, in questo caso cristiana.

### Confronti con opere coeve

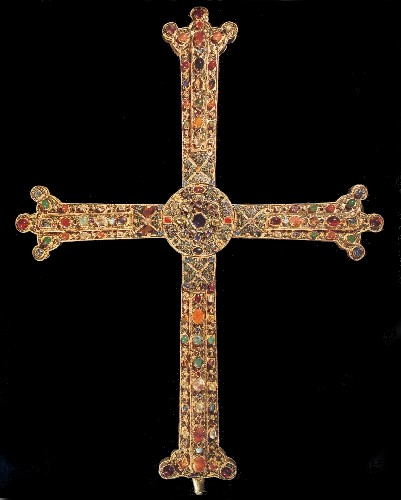
La Croce della Vittoria di Oviedo

Le grandi dimensioni della Croce di Desiderio escludono che fosse una croce reliquiario o una croce votiva, come le più antiche croci gemmate pervenute, frequenti anche in ambito longobardo e di cui la Croce di Agilulfo è un prezioso esempio: la croce bresciana doveva essere una croce processionale, utilizzata in modo ininterrotto nel corso della storia del monastero e degnamente custodita al suo interno, probabilmente assieme al resto del tesoro nella chiesa di Santa Maria in Solario oppure direttamente nella chiesa di San Salvatore, su un apposito sostegno. La forma a bracci trapezoidali con il raddoppio del braccio inferiore trova un corrispettivo nella Croce di Santa Maria in Valle, eseguita nell'VIII secolo per il Tempietto longobardo di Cividale del Friuli: le due croci hanno inoltre in comune anche le misure e l'aspetto generale.
Nel complesso, la Croce di Desiderio è riconducibile a un piccolo gruppo di croci processionali gemmate di grandi dimensioni eseguite tutte tra l'VIII e la fine del IX secolo, gruppo di cui fanno parte anche la Croce della Vittoria di Oviedo, la croce di Bischofshofen, la Croce delle Ardenne e altre croci francesi e tedesche. La Croce di Oviedo, in particolare, può essere ritenuta opera della stessa bottega della croce bresciana. Esse rappresentano la massima evoluzione delle più antiche croci gemmate votive, tutte di modeste dimensioni, e presentano numerosi dettagli in comune, non solo di tipo artistico ma anche tecnico, per esempio il ricorso ai grossi chiodi ornamentali lungo i fianchi dei bracci.

### Datazione
L'atto più antico del monastero che riporti la donazione di strumenti liturgici è quello di Adelchi del 760, il quale interviene dopo la fondazione del 753 da parte di Desiderio e Ansa per sottolineare ulteriormente il carattere regio del cenobio. In questo documento non vi è alcuna esplicita menzione di una grande croce processionale, che avrebbe meritato di figurare tra gli altri doni. La famiglia reale longobarda, infatti, sembra più concentrata nel donare importanti reliquie piuttosto che oggetti o strumenti, reliquie di cui le monache si faranno sempre vanto. Un ulteriore documento del 771 accenna a un tesoro con oggetti d'oro e d'argento ingemmati, ma nuovamente non contiene alcun riferimento diretto a una croce processionale, manufatto tutt'altro che scontato. I documenti d'archivio, pertanto, non sono d'aiuto nella datazione dell'opera.
La collocazione temporale all'inizio del IX secolo, dunque già in età carolingia, non è ugualmente retta da documentazione, tuttavia sembra avvalorata da una serie di caratteristiche del manufatto. In primo luogo vi sono le dimensioni monumentali, atipiche per un'opera d'oreficeria longobarda a più in linea con la produzione carolingia, così come il rivestimento "a tappeto" di gemme multicolori. Vi è tuttavia una sostanziale continuità tra la cultura artistica longobarda e carolingia, con un contributo fondamentale della prima per la formazione della seconda. La Croce di Desiderio, quindi, si può identificare come un illustre esempio di questa fase di transizione: nel suo aspetto si configura similmente alle monumentali croci gemmate che si diffonderanno largamente, soprattutto in ambito transalpino, tra IX e XI secolo, mentre la lavorazione è modulata in modo imprescindibile sul reimpiego delle gemme classiche alla ricerca di una emulazione diretta dei fasti romani, atteggiamento pienamente longobardo. È inoltre probabile che diversi cammei e pietre lavorate provengano dai tesori imperiali di cui Desiderio si era impadronito a Ravenna nel 751, a cui si aggiungono le gemme donate al nascente monastero da personaggi di spicco: pertanto, molto del patrimonio glittico successivamente incastonato sulla croce era già stato raccolto in età longobarda.
La volontà di ripresa quasi filologica della Roma imperiale, propriamente longobarda, è molto evidente anche nel ricorso a pseudocammei in pasta vitrea, i quali tuttavia mostrano iconografie ed espressività della prima età carolingia, il che riporta alla già citata dicotomia tra tecnica e stile. Queste gemme, oltretutto, sono facilmente collocabili al periodo di grande rinascita della lavorazione del vetro e della pasta vitrea, il quale nuovamente si data tra la fine dell'VIII e l'inizio del IX secolo. Questa lunga serie di fattori consente anche di ipotizzare una collocazione norditalica, forse proprio bresciana, dell'officina realizzatrice del manufatto: l'ipotesi è principalmente avvalorata dalla provenienza appunto norditalica di numerose gemme incastonate sulla croce e, in secondo luogo, doveva esistere un collegamento agevole, se non diretto, tra la bottega e il monastero di Santa Giulia, fornitore dell'intero apparato glittico.
Una datazione all'inizio del IX secolo, infine, è in grado di appianare il divario cronologico altrimenti esistente tra la croce e lo sbalzo del Cristo Pantocratore nel tondo centrale, un'opera d'oreficeria di altissima qualità difficilmente sganciabile dal IX-X secolo. In questo modo, esso tornerebbe ad essere contemporaneo all'esecuzione del resto della croce, e non una poco verosimile aggiunta successiva di pochi decenni.